# Лазаневская
 Лазаневская  — деревня в Афанасьевском районе Кировской области в составе Ичетовкинского сельского поселения.

## География
Расположена на расстоянии примерно 27 км на юго-восток от райцентра поселка  Афанасьево.

## История
Известна с 1926 года как починок Лозаневское, хозяйств 6 и жителей 42 (40 «пермяки»), в 1950 (деревня Лазаневская) 15 и 56, в 1989 45 жителей .  

## Население
Постоянное население составляло 17 человек (русские 94%) в 2002 году, 2 в 2010.